# Xou da Xuxa 2
Xou da Xuxa 2 é um álbum de vídeo lançado pela cantora e apresentadora Xuxa, em 1990. O álbum é o volume 2 da série de VHS Xou da Xuxa, que teve o primeiro lançamento no ano de 1987. O VHS contém videoclipes, apresentações no programa Globo de Ouro, performances ao vivo, além de melhores momentos retirados do programa Xou da Xuxa, entre os anos de 1987 e 1989.

## Antecedentes e produção
Após o lançamento do primeiro VHS da Xuxa que recebeu o nome Xou da Xuxa 1, a Globo Vídeo resolveu lançar uma sequência com novos momentos do programa.
O lançamento ocorreu 3 anos após o primeiro, em 1990. O conteúdo inclui apresentações de canções dos bem sucedidos LPs: Xegundo Xou da Xuxa (que vendeu mais de 3,2 milhões de cópias), e do Xou da Xuxa 3 (que tornou-se o álbum brasileiro mais vendido da história, com 5 milhões milhões de cópias).

## Sinopse
- Fonte:[6]

O VHS inicia-se com uma mescla de momentos da apresentadora no programa Xou da Xuxa, trechos de performances das canções "Amiguinha Xuxa", "Recado da Xuxa", "Ilariê", "Parabéns da Xuxa" e "Rexeita da Xuxa" são exibidos. Em seguida, são mostrados os discos de ouro, platina e diamante recebidos pela apresentadora no decorrer dos anos. Logo vemos momentos com a participação de Duda Little que incluem: entrevista para o Paradão dos Baixinhos, aparição em um circo com direito a brincadeira com bichos e uma matéria numa praia, onde ela conduz uma asa-delta. Outros momentos da fita incluem os videoclipes de "Viver", "Estrela Guia" e "Natal da Xuxa", bem como performances de "Feliz", "Circo", "Bombom" e "Brincar de Índio" no programa Xou da Xuxa e apresentações de canções em diferentes programas e eventos, a saber: Festa do Estica e Puxa (show em São Paulo), Abecedário da Xuxa (Chegada do Papai Noel no Maracanã) e Ilariê (Xou da Xuxa, Globo de Ouro e Xou da Xuxa 88 Tour). O VHS finda com os créditos do programa sendo exibidos com o instrumental de "Doce Mel (Bom Estar com Você)" ao fundo.

## Recepção comercial
O vídeo foi um dos VHS mais alugados nas locadoras de Pernambuco em 1990, junto com o volume I.